# Ото VII фон Лихтенщайн
Ото VII фон Лихтенщайн (на немски: Otto VII von Liechtenstein Herr von Murau; † сл. 3 февруари 1419) от род Лихтенщайн, е господар на Лихтенщайн-Мурау и Дюрнщайн (в Щирия) в Австрия.

## Произход
Той е син на (Рудото) Рудолф Ото фон Лихтенщайн-Дюрнщайн, господар на Мурау и Зелтенхайм († сл. 1378) и съпругата му Анна фон Цили/фон Занег, дъщеря на Улрих фон Цили († сл. 1308) и Катарина фон Хойнбург († 1316). Внук е на Ото IV фон Лихтенщайн († 1340) и Катарина фон Монфор († сл. 1335), незаконна дъщеря на граф Улрих I фон Монфор-Брегенц († 1287) и графиня Агнес фон Хелфенщайн. Потомък е на минезингер Улрих фон Лихтенщайн († 1275).
- Замък Лихтенщайн, Долна Австрия
- Дворец Обер-Мурау в Щирия
- Останки от замък Дюрнщайн в Щирия

## Фамилия
Първи брак: пр. 30 ноември 1380 г. с Маргарета фон Пуххайм, дъщеря на Ханс I фон Пуххайм. Те имат дъщеря:
- Катарина фон Лихтенщайн цу Мурау, омъжена пр. 4 април 1401 г. за Еразмус фон Пернек (Пернег)-Леонрот-Планкенщайн

Втори брак: сл. 1387 г. с Агнес фон Тирщайн († 11 декември 1433), внучка на граф Зигмунд IV фон Тирщайн († 1383), дъщеря на граф Херман II фон Тирщайн († 17 юни 1405 в битка) и Агнес фон Мач († сл. 1422), дъщеря на граф Улрих IV фон Мач-Кирхберг († 1402) и Агнес фон Кирхберг († 1401), наследничка на Кирхберг, дъщеря на граф Вилхелм I фон Кирхберг († 1366) и Агнес фон Тек († 1384).
- Улрих Ото фон Лихтенщайн († 12 април 1426 – 19 септември 1427), женен ок. 1418 г. за Барбара фон Пуххайм († 4 юни 1437), дъщеря на Пилграм VI фон Пуххайм († 1427) и Анна фон Волфурт (Волфсруд); имат син и дъщеря